# بياعة التفاح (فلم)
بياعة التفاح، فيلم مصري من إنتاج عام 1939.

## قصة الفيلم
يتعرف شاب من الأثرياء على بائعة تفاح فيعقد رهانًا مع صديقه بأن يجعل منها سيدة أرستقراطية مقابل مبلغ كبير وسوف يظهرها في الأوساط الراقية، يهيم الصديق بها حبًّا. يقترب موعد استلام الرهان، تكتشف الفتاة خطة الصديقين فتعلن في إحدى الحفلات عن حقيقتها. يبدي الشاب الثري حبه ورغبته في الزواج منها

## الممثلون
- عزيزة أمير
- محمود ذو الفقار
- أنور وجدي
- حسن مختار صقر
- فردوس محمد
- حسن فايق
- سرينا إبراهيم
- عبد السلام النابلسي
- آمال زايد

## وصلات خارجية
- مقالات تستعمل روابط فنية بلا صلة مع ويكي بيانات
- صفحة الفيلم على موقع السينما